# Drepanogynis purpurascens
Drepanogynis purpurascens är en fjärilsart som beskrevs av Claude Herbulot 1954. Drepanogynis purpurascens ingår i släktet Drepanogynis och familjen mätare. Inga underarter finns listade i Catalogue of Life.